# Simonide
Simonide (in greco antico: Σιμωνίδης?, Simōnídēs; Isola di Ceo, 556 a.C. – Agrigento, 468 a.C.) è stato un poeta lirico greco antico.

## Biografia
Simonide nacque nel piccolo centro di Iuli, sull'isola di Ceo, nelle Cicladi. Dopo essersi distinto come poeta nella sua terra natale, fu chiamato ad Atene dal tiranno Ipparco, figlio di Pisistrato: egli, facendosi promotore di una politica di "mecenatismo", aveva  favorito la riunione attorno a sé di numerosi artisti. Nella città dell'Attica Simonide si trattenne fino al 514 a.C.: dopo l'assassinio di Ipparco da parte dei tirannicidi Armodio e Aristogitone, iniziò a girovagare spostandosi da una località all'altra della Grecia. Giunse così in Tessaglia, presso la corte degli Scopadi e degli Alevadi, e fece poi ritorno ad Atene nel periodo delle guerre persiane (490-479 a.C.).
Dopo la fine del conflitto, Simonide si spostò in Sicilia, dove la permanenza di governi tirannici favoriva la pratica del mecenatismo e "offriva una dimora adatta alla personalità" del poeta lirico. Qui operò presso la corte di Gerone I di Siracusa e di Terone di Agrigento. Morì in età molto avanzata nel 468 a.C. ad Agrigento, dove fu pure sepolto (almeno a quanto riferisce Callimaco nel fr. 64 Pf.).

### Le tecniche di memoria
Sulla figura di Simonide, caratterizzata da elementi di forte novità, fiorì già in età antica una ricca aneddotica: al lirico fu attribuita l'invenzione di una tecnica mnemonica che permettesse di imprimere i dati nella memoria tramite la fissazione di alcuni punti di riferimento visivi. Tale notizia deriva da un aneddoto ambientato al tempo della permanenza di Simonide presso il re tessalo Skopas, il quale a sua volta l'avrebbe rimproverato di aver dedicato troppo spazio all'esaltazione di Castore e Polluce in un suo componimento, invitandolo così a esigere dalle divinità il resto del compenso pattuito. Nello stesso momento, a Simonide sarebbe stato comunicato che due giovani lo attendevano fuori dal palazzo: mentre egli andava ad accoglierli, il palazzo sarebbe crollato, seppellendo tra le macerie lo stesso Skopas con i suoi commensali. Mentre sembrava impossibile riconoscere i morti, i cui volti erano rimasti sfigurati, Simonide sarebbe stato l'unico a identificarli, avendo perfettamente memorizzato il posto che essi occupavano attorno alla tavola.

## Opere
Simonide compose molteplici inni, epinici, elegie, epicedi, encomi e ditirambi. La sua vasta opera fu ordinata dai filologi alessandrini in base all'occasione della performance cui i componimenti erano destinati; sono a oggi pervenuti circa 150 frammenti di estensione ridotta, ad eccezione del frammento 11 West, pubblicato nel 1992 ed esteso per oltre quaranta versi: in esso si conserva parte del proemio dell'elegia composta per celebrare la vittoria ottenuta dallo spartano Pausania contro i Persiani nella battaglia di Platea.

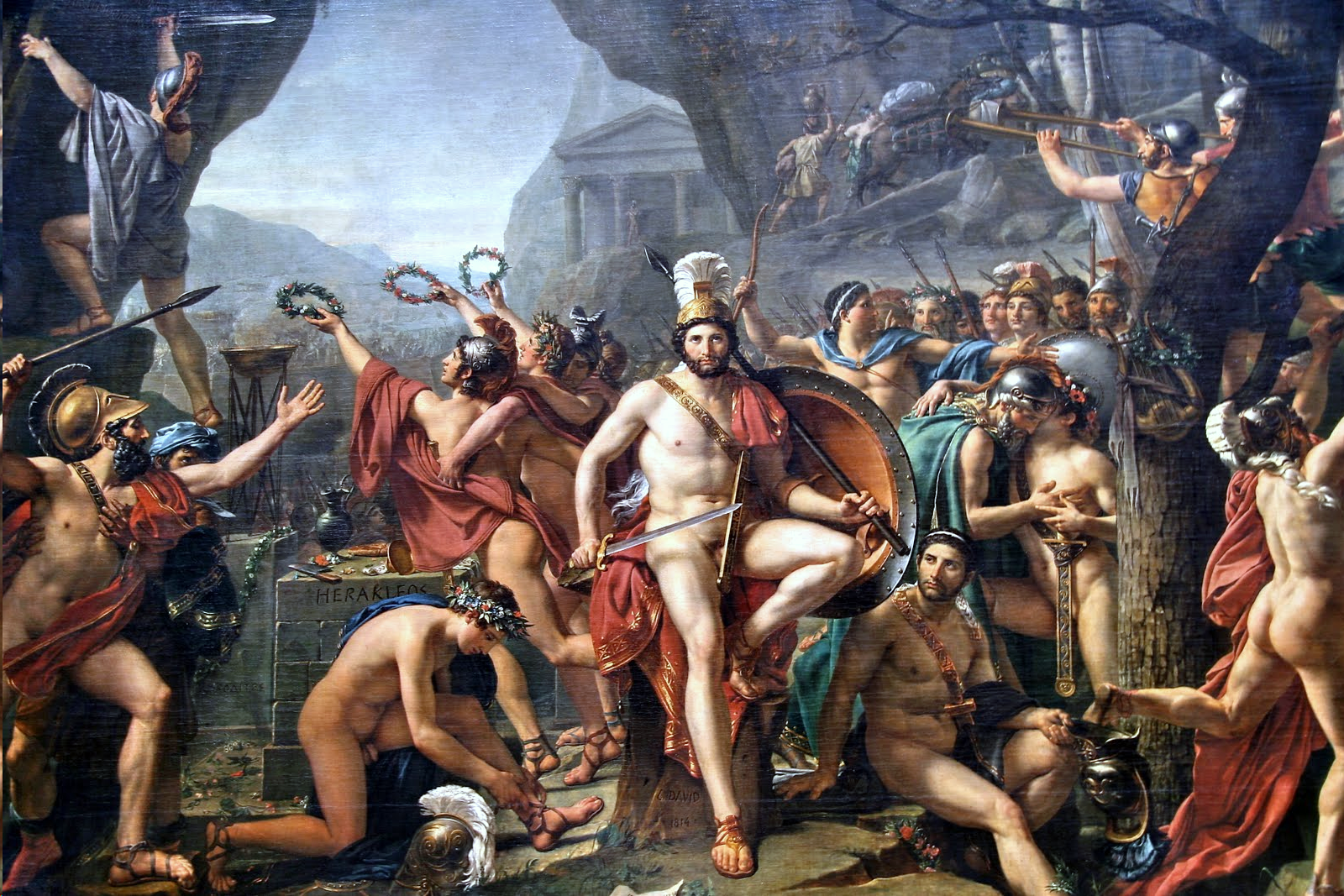
Leonida alle Termopili di Jacques-Louis David (1814). Il quadro rappresenta una "antologia" degli eventi storici e leggendari accaduti nella battaglia.

Tra i numerosi epigrammi attribuiti a Simonide - sebbene molti siano di dubbia autenticità - un numero considerevole fu realizzato nel periodo del secondo soggiorno ad Atene, quando Simonide, adattandosi alle necessità impostigli dalla situazione politica, non rifiutò di esaltare l'atto dei tirannicidi Armodio e Aristogitone, uccisori dell'amico e protettore Ipparco, esaltando il nuovo ordinamento democratico.
Secondo Erodoto, Simonide fu l'autore dell'epigramma leggibile su un'epigrafe alle Termopili:
(Erodoto, Storie, VII, 228)
Famoso il suo encomio per i morti della Battaglia delle Termopili (fr. 531 Page):
(Simonide, fr. 531 Page)
Il frammento ispirò a sua volta la poesia All'Italia di Giacomo Leopardi.

## Il mondo poetico e concettuale di Simonide
Fu l'iniziatore della seconda fase della lirica corale, che comprende, oltre a lui, anche Pindaro e Bacchilide. Durante le guerre persiane fu il cantore delle vittorie greche.
La sua opera, oggi in larga parte andata perduta, è considerata fortemente innovativa. Caratterizzata da una grande attenzione per le riflessioni etiche, è allo stesso tempo influenzata dal clima culturale creatosi a seguito dell'instaurazione delle tirannidi, che prevede che il componimento corale sia influenzato dalle esigenze del committente oltre che dal pubblico e dall'occasione della performance.

## Simonide nella cultura di massa
- Nel suo Palazzo della memoria, Matteo Ricci (1552-1610) spiega ai Cinesi che Simonide fu il primo ad elaborare un sistema mnemotecnico.
- Viene citato nel primo libro della Repubblica di Platone, con un tono critico ed ironico e nella prefazione de La Persuasione e la Rettorica di Carlo Michelstaedter.
- Simonide è protagonista di una favola di Fedro, la n° XXI del suo IV libro, e che si intitola per l'appunto Simonide. Nelle prime righe viene descritta brevemente la sua vita: originario di Ceo, si reca nelle corti dell'Asia Minore per cantare le sue poesie guadagnandosi da vivere. Mentre fa ritorno in una nave, si scatena una tempesta in cui i passeggeri cercano di prendere la maggior parte dei loro beni. Uno di loro chiede a Simonide perché lui non ha ancora preso niente, e lui dice di avere già tutto con lui. La maggior parte dei passeggeri naufraga visto il peso che avevano dai beni appena presi, mentre alcuni si salvano raggiungendo la costa di Clazomene. Pero lì arrivano dei briganti che li derubano di tutti i beni, e i passeggeri, che erano rimasti anche senza vestiti, decidono di dirigersi in città. Là Simonide incontra un uomo che era suo ammiratore a tal punto che lo salva e gli dà soldi, vestiti e servi. Nel frattempo gli altri naufraghi fanno l'elemosina finché non si imbattono in Simonide, che dice loro, in tono ironico, dove sono finite le loro ricchezze. La morale, che è scritta nella prima riga, è che il dotto ha la ricchezza in sé stesso.[5]
- Petrarca era solito chiamare "Simonide" il suo carissimo amico poeta e principale corrispondente Nelli.[6]
- Simonide diventa un personaggio nel finale della canzone All'Italia (vv. 77-140), che apre i Canti di Giacomo Leopardi.